# Aubin (rivière)
Pour les articles homonymes, voir Aubin.
L'Aubin est un cours d'eau du département des Pyrénées-Atlantiques.

## Géographie
Il prend sa source sur la commune de Cescau et se jette dans le Luy de Béarn à Lacadée.

### Communes traversées
Pyrénées-Atlantiques
- Arnos
- Arthez-de-Béarn
- Boumourt
- Casteide-Cami
- Castillon
- Cescau
- Doazon
- Hagetaubin
- Lacadée

## Principaux affluents
- le ruisseau le Lech
- le ruisseau le Langos
- le ruisseau de Chaurou
- le ruisseau Louru